# Mesochaetopterus rickettsii
Mesochaetopterus rickettsii is een borstelworm uit de familie Chaetopteridae. Het lichaam van de worm bestaat uit een kop, een cilindrisch, gesegmenteerd lichaam en een staartstukje. De kop bestaat uit een prostomium (gedeelte voor de mondopening) en een peristomium (gedeelte rond de mond) en draagt gepaarde aanhangsels (palpen, antennen en cirri).
Mesochaetopterus rickettsii werd in 1941 voor het eerst wetenschappelijk beschreven door Berkeley & Berkeley.